# Organ Pipe Cactus National Monument
Het Organ Pipe Cactus National Monument is een park en nationaal monument in het uiterste zuiden van de Amerikaanse staat Arizona, dat grenst aan de Mexicaanse staat Sonora. Het park ontleent zijn naam aan de orgelpijpcactus (Stenocereus thurberi) (Engels: Organ Pipe Cactus) en is in de VS de enige plaats waar deze cactus in het wild groeit. De cactus komt verder ook voor op het vasteland van Mexico en in het noorden van Baja California.
Het park heeft een oppervlakte van 1338 km² en is een nationaal monument sinds 13 april 1937. Het wordt beheerd door de National Park Service.
De ligging aan de Mexicaanse grens brengt veel criminele activiteit met zich mee, waaronder drugs- en mensensmokkel.

## Fotogalerij

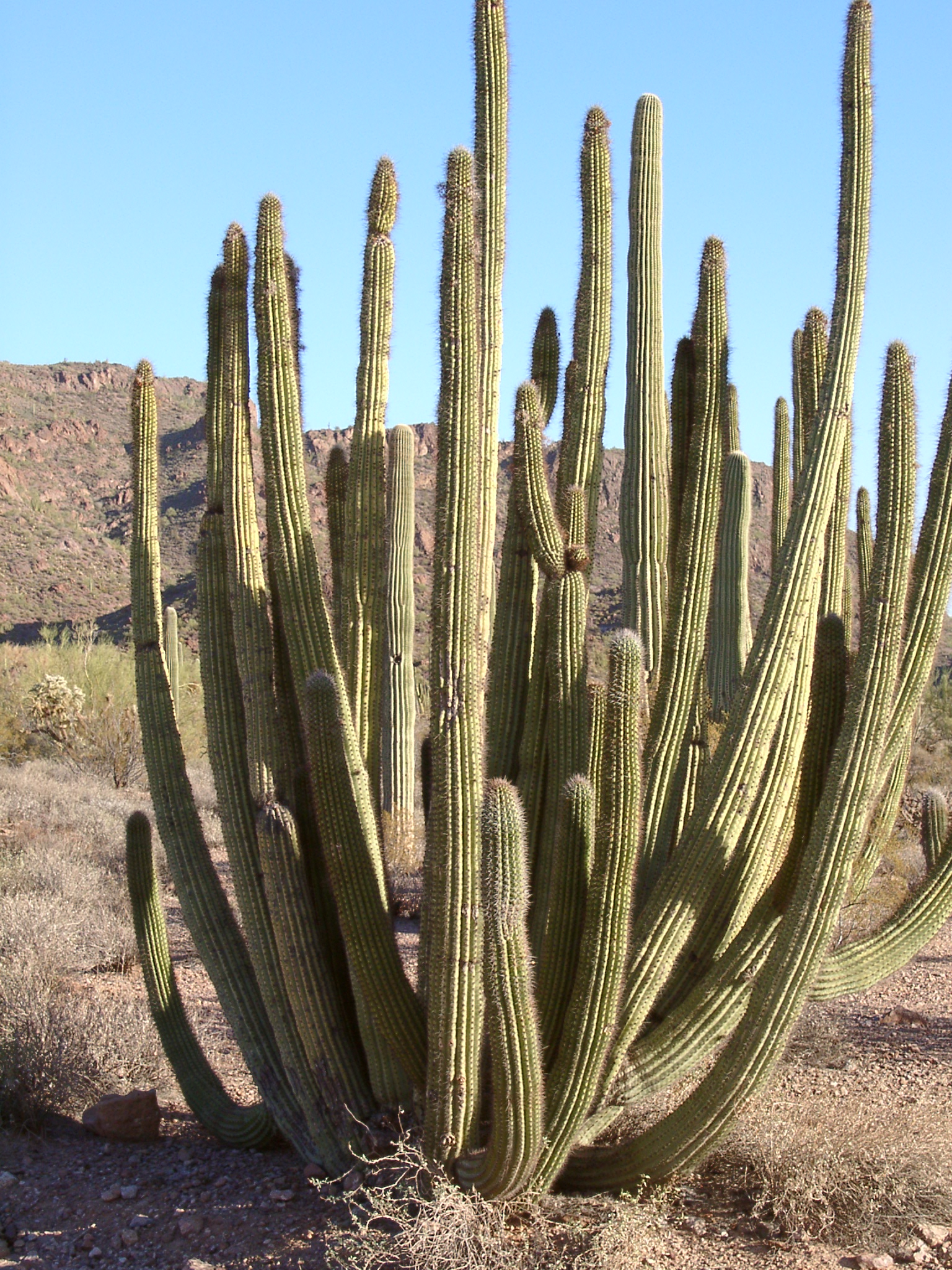
Orgelpijpcactus (Stenocereus thurberi)
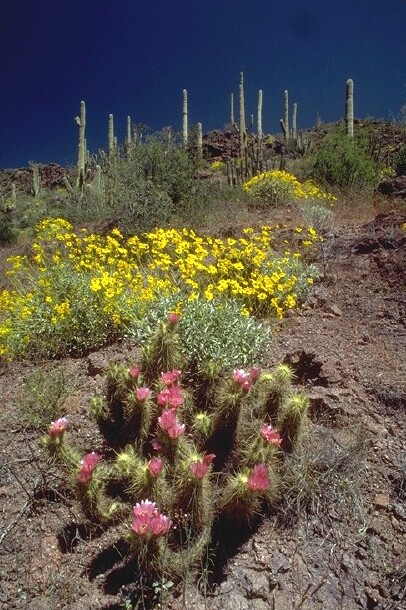
Orgelpijpcactus (Stenocereus thurberi)